# Trota

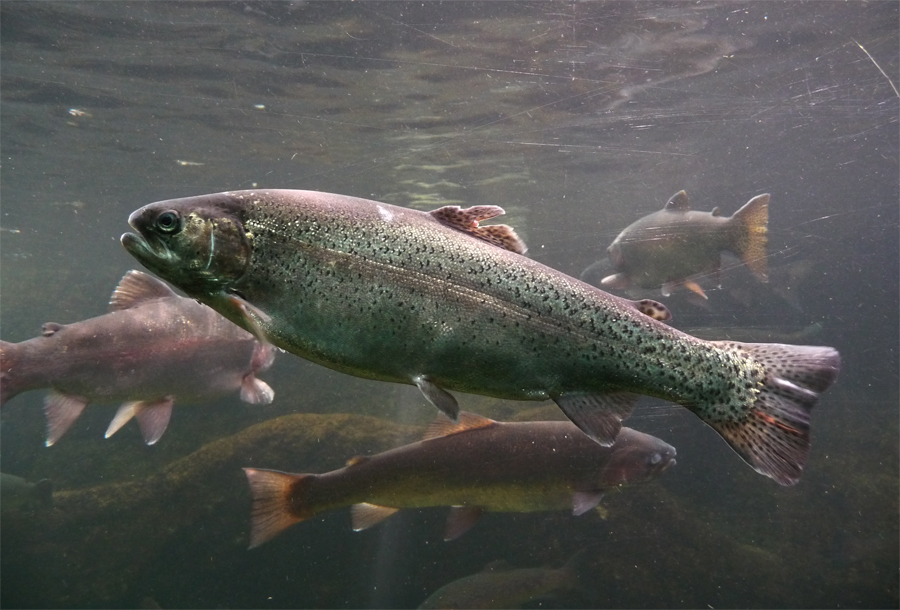
Trota iridea

Trota è il nome comune che accomuna varie specie di pesci della famiglia Salmonidae. Il termine viene utilizzato specificamente per i pesci appartenenti ai generi Salmo, che include le specie dell'Oceano Atlantico, Oncorhynchus, che include le specie del Pacifico, e Salvelinus.

## Distribuzione
Le trote vivono nelle acque costiere e interne fresche e chiare dell'America settentrionale, dell'Europa, dell'Africa settentrionale e del nord dell'Asia. Nel XIX secolo sono state introdotte in Australia e in Nuova Zelanda.

## Descrizione
Hanno il corpo allungato, rivestito di piccole scaglie, con capo di forma conica e grande bocca. Presentano una pinna adiposa, pinne ventrali arretrate e pinna caudale a bordo diritto.
La livrea cambia a seconda dell'ambiente in cui il pesce vive. Gli esemplari marini (trota di mare) sono argentei con poche macchiette scure a forma di X, simili a salmoni, così come gli esemplari di lago (trota di lago). I pesci di fiumi e torrenti, soprattutto montani (varietà fario), hanno invece colorazione molto più vivace, bruno verdastra ed oliva, con numerosi punti neri, violacei, arancio e rossi e sfumature dorate, talvolta arancioni o gialle molto vistose, sui fianchi.
La cosiddetta "trota salmonata" non è una sottospecie, ma solamente una trota il cui colore rosato della carne, simile a quello del salmone, dipende dalla dieta ricca di carotenoidi spesso somministrati negli allevamenti proprio per ottenere questa colorazione.

## Alimentazione
La trota è un predatore molto vorace, la cui dieta è costituita da insetti, crostacei, pesci, rane, vermi.  

## Riproduzione
Nelle specie d'acqua dolce la riproduzione avviene nei mesi invernali e le uova vengono deposte in ambienti con fondi ghiaiosi. La trota di mare, anadroma, compie una migrazione simile a quella del salmone ma generalmente breve.
Delle migliaia di uova deposte se ne schiuderanno solo poche decine.

## Pesca
La squisitezza delle carni ne fa oggetto di pesca sportiva e allevamento intensivo. Di trota ne esistono varie specie: la iridea (che è solitamente la trota di allevamento o da laghetto), la fario, la marmorata (tipica delle acque del nord Italia) e la lacustre (fenotipo fario o marmorata). Solitamente la trota viene ingannata con vermi, pesci vivi o morti, piccole camole, esche artificiali del tipo minnow o cucchiaini, imitazioni di vermi.

## Alcune specie
- Salmo trutta o trota europea, tra le quali
  - con vari dimorfismi:
    - trota fario o trota comune — Salmo trutta trutta o Salmo trutta fario;
    - trota di mare

  - con la sottospecie: Salmo trutta macrostigma.
- Trota illirica — Salmo obtusirostris
- Salmerino di fontana – Salvelinus fontinalis
- Trota arcobaleno — Oncorhynchus mykiss;
  - trota dorata — Oncorhynchus aguabonita o Oncorhynchus mykiss aguabonita;
- Oncorhynchus clarkii e la sottospecie Oncorhynchus clarki bouvieri;
- Trota marmorata — Salmo marmoratus
- Trota adriatica — Salmo trutta cenerinus (Nardo, 1847)[1]
- Trota rosa

## Usi in cucina

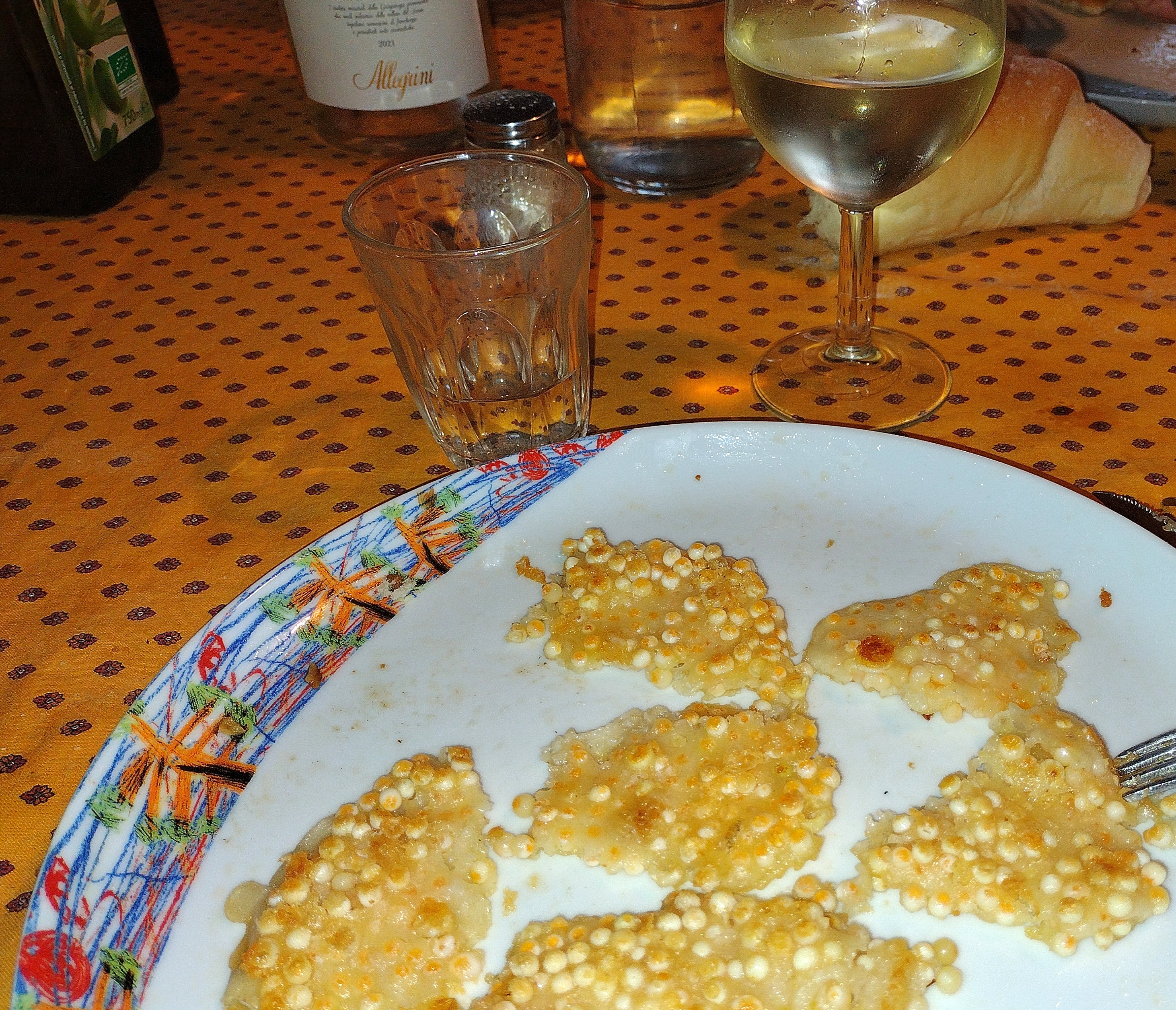
Uova di trota impastellate e fritte

Grazie alla bontà delle sue carni la trota è molto utilizzata in cucina, tra cui il Nord Italia. Anche le sue uova vengono utilizzate per realizzare fritture o tartine oppure per insaporire primi piatti come ad esempio i ravioli.